# Kostjantyn Kalmykow
Kostjantyn Serhijowytsch Kalmykow (ukrainisch Костянтин Сергійович Калмиков; * 14. Juni 1978 in Charkiw, Ukrainische SSR, Sowjetunion) ist ein ehemaliger ukrainischer Eishockeyspieler. Er nahm für die Ukraine an der Weltmeisterschaft 2000 teil.

## Karriere
Kostjantyn Kalmykow begann seine Karriere als Eishockeyspieler bei Druschba-78 Charkiw in seiner Geburtsstadt. 1995 ging er in die Vereinigten Staaten, wo er für die Flint Generals und die Detroit Falcons in der Colonial Hockey League spielte. Nachdem er beim CHL Import Draft 1996 als insgesamt siebter Spieler gezogen worden war, wechselte er in die kanadische Juniorenliga Ontario Hockey League. Zuvor war er bereits im NHL Entry Draft 1996 in der dritten Runde als insgesamt 68. Spieler von den Toronto Maple Leafs ausgewählt worden. Für deren Farmteam, die St. John’s Maple Leafs lief er von 1998 bis 2001 in der American Hockey League auf, nachdem er bereits in seiner Zeit in Sudbury dort zweimal eingesetzt worden war. Während der Saison 2000/01 wechselte er zu den Detroit Vipers in die International Hockey League. Nachdem Klub und Liga am Saisonende ihren Betrieb einstellten, wechselte er zu den Louisiana IceGators in die ECHL, spielte aber vereinzelt auch für Salawat Julajew Ufa, die Hershey Bears und die Houston Aeros. Am Saisonende erhielt er als Spieler mit der besten Plus/Minus-Bilanz den ECHL Plus Performer Award.
Nachdem er 2002/03 überwiegend bei den Bridgeport Sound Tigers auf dem Eis gestanden hatte und nur wenige Partien in Louisiana absolviert hatte, verbrachte er die folgende Spielzeit wieder komplett bei den IceGators. In den Folgejahren wechselte er regelmäßig zwischen Nordamerika und Europa. Nachdem er 2008 mit der SG Pontebba die Coppa Italia gewonnen hatte, spielte er drei Jahre bei den Hull Stingrays in der britischen Elite Ice Hockey League. Nachdem er die Saison 2011/12 teils in den USA und teils in seiner Heimatstadt Charkiw verbracht hatte, beendete er seine aktive Laufbahn.

### International
Für die Ukraine nahm Kalmykow an der A-Weltmeisterschaft 2000 teil.

## Erfolge und Auszeichnungen
- 2002 ECHL Plus Performer Award
- 2008 Italienischer Pokalsieger mit der SG Pontebba